# Downingia montana
Downingia montana är en klockväxtart som beskrevs av Edward Lee Greene. Downingia montana ingår i släktet Downingia och familjen klockväxter. Inga underarter finns listade i Catalogue of Life.